# Trichoptya transducta
Trichoptya transducta är en fjärilsart som beskrevs av Pierre E.L. Viette 1958. Trichoptya transducta ingår i släktet Trichoptya och familjen nattflyn. Inga underarter finns listade i Catalogue of Life.